# 천이한 (중국의 배우)
천이한(중국어 간체자: 陈意涵, 정체자: 陳意涵, 병음: Chén Yìhán, 한자음: 진의함, 영어: Estelle Chen), 또는 아이페이얼(중국어 간체자: 爱菲儿, 정체자: 愛菲兒, 병음: Àifēier, 한자음: 애비아, 1997년 10월 17일 ~ )은 중국의 배우이자 가수, 무용가이다. 소속사는 신시문화이다. 팬덤명은 「이쫑런」 (意中人)이며, 상징색은 「아이슬란드 블루」 (冰岛蓝)이다.  